# Salvador Mas i Conde
Salvador Mas i Conde (Barcelona, 27 de febrer de 1951) és un director d'orquestra català.
Es va formar musicalment a l'Escolania de Montserrat (1959-1965) i al Conservatori Superior de Música de Barcelona (1965-1974). Becat per la Fundació Juan March i el Ministeri de Ciència i Recerca austríac, va cursar direcció orquestral i coral amb Hans Swarowsky i Günther Theuring, respectivament, a l'Escola Superior de Música i Art Dramàtic de Viena (1974-1977), on es va graduar amb les màximes qualificacions. Va ser becat en dues ocasions per estudiar a Salzburg amb Bruno Maderna i amb Franco Ferrara, a Siena.
Salvador Mas ha estat guardonat per la Fundació Espanyola de la Vocació, pel Ministeri de Ciència i Recerca austríac, així com en el II Concurs Internacional Hans Swarowsky de Directors d'Orquestra (Viena).
Després d'un breu contracte amb l'Òpera de Magúncia (1977), on va iniciar la seva carrera professional, Salvador Mas va ser nomenat director de l'Orquestra Ciutat de Barcelona (1978-1981), principal director convidat d'aquesta formació així com, posteriorment, director de l'Orfeó Català (1983-1985).
A més de dirigir les principals orquestres espanyoles, Mas és convidat regularment a Àustria, Bèlgica, Canadà, Israel, Itàlia, Japó, Mèxic, Polònia, Romania i, periòdicament, per les orquestres de la Ràdio de Berlín, Leipzig i Saarbrücken, així com per l'Orquestra Filharmònica de Múnic i l'orquestra KlangVerwaltung.
Ha estat director titular de l'Orquestra Filharmònica del Würtemberg, a Alemanya (1985-1991); de l'Orquestra Simfònica del Limburg, a Maastricht (Països Baixos, 1988); de l'Orquestra Simfònica i del Cor del Musikverein de Düsseldorf (Alemanya, 1993); de l'Orquestra de Cambra d'Israel i de l'Orquestra Ciutat de Granada (2008-2012).
Paral·lelament a la seva activitat artística, Salvador Mas ha dedicat també la seva atenció a l'àmbit pedagògic. Com a professor extraordinari, Mas tingué al seu càrrec la classe de Direcció d'Orquestra del Conservatori Superior de Música de Barcelona i, a Viena, dels Wiener Meisterkurse, com a successor de Hans Swarowsky. Entre els anys 2005 i 2008, Salvador Mas fou director de l'Escola Superior de Música de Catalunya.